# ウィリアム・フルク

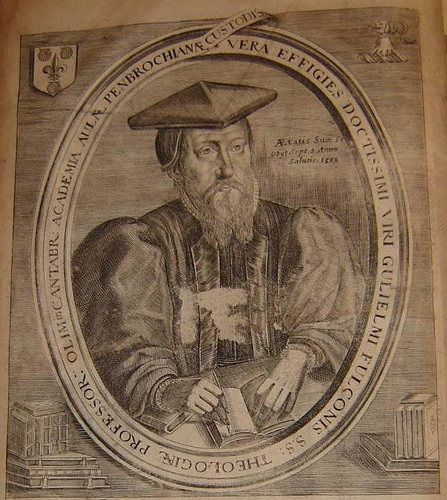
ウィリアム・フルク

ウィリアム・フルク（William Fulke /fúlk/, 1538年 - 1589年）は、16世紀イングランドの神学者。ピューリタンの立場から多くのキリスト教関連書を刊行し、当時代表的なローマ・カトリックの論敵の一人として知られた。ほかに、占星術批判なども展開した。

## 生涯
ウィリアム・フルクはロンドンに生まれ、ケンブリッジ大学のセント・ジョンズ・カレッジで学んだ。その後、ロンドンにて、父の指示で6年間法学を学んだが、神学を学ぶために大学へ戻った。1564年にはセント・ジョンズ・カレッジのフェローとなっている（後に神学博士号を取得）。1570年代にはウォーリーやケンジントンの僧職（及びそれに付随する利権）を得ている。その後、イギリス大使リンカーン伯の随行牧師としてフランスに赴き、帰国してからケンブリッジ大学ペンブルック・ホール（現ペンブルック・カレッジ）のマスターに任命された。

## 執筆活動
彼の処女作は、『ノストラダムス、カニンガム、ロウ、ヒル、ヴォーンらの無益な占星術的予言に対する反占筮 Antiprognosticon contra inutiles astrologorum praedictiones Nostradami, Cuninghami, Loui, Hilli, Vaghami, & reliquorum omnium.』（ロンドン、1560年。同じ年に英語版も出された）である。彼はこの中で、当時イギリスでも多く出されていた占星術に基づく予測を盛り込んだ暦書を問題視し、表題にもある通り、ノストラダムス（フランス人であるが、1559年に暦書が英訳されていた）、ウィリアム・カニンガム、ヘンリー・ロウ（Henry Law, 医学博士、占星術師。1550年代半ばから1570年代半ばまで暦書を刊行した）、トマス・ヒル（Thomas Hill, 数学者、翻訳家、占星術師。1560年代から1570年代に暦書を刊行した）、ルイス・ヴォーン（Lewes Vaughan, 1560年前後のごく短期間暦書を刊行した）らを批判した。なお、フルク自身も1560年代初頭に何度か暦書を刊行したことがあったため、同時代人の中には、フルクを占星術師として批判する者もいたという（ただし、フルクの暦書は現存しないが、占星術的なものではなかったと推測されている）。初期の著作には他に『あらゆる流星の自然の根源を観察する為の、…素晴らしいギャラリー A goodly gallerye…, to behold the naturall causes of all kynde of meteors』（ロンドン、1563年）がある。これは、1979年にアメリカ哲学会 American Philosophical Society から復刻版が出されている。
その後は、『教皇主義者たちに対する二論。ローマカトリックの高慢な挑戦へのプロテスタントの一回答をなす論と、煉獄と死者の祈りに関するローマ教会の教義への反論をなす論 Two treatises written against the papistes the one being an answere of the Christian Protestant to the proud challenge of a popish Catholicke: the other a confutation of the popish churches doctrine touching purgatory & prayers for the dead』（ロンドン、1577年）、『教皇主義的シナゴーグの3人の中心人物にして大々総司教ヘスキンス博士、サンダース博士、ラステル師 D. Heskins, D. Sanders, and M. Rastel, accounted (among their faction) three pillers and archpatriarches of the popish synagogue』（ロンドン、1579年）、『大逆のランス神学校の教皇主義神学者の指導者のひとりグレゴリー・マーティンの多岐にわたる揚げ足取り、軽薄な討論、軽率な誹謗に対する、聖書の真摯で真正な英語訳の防衛 A  defense of the sincere and true translations of the holie Scriptures into the English tong against the manifolde cavils, frivolous quarels, and impudent slaunders of Gregorie Martin, one of the readers of popish divinitie in the trayterous Seminarie of Rhemes.』（ロンドン、1583年）など、主としてローマ・カトリックに対する論争的な著作を次々と刊行した。彼の著書には当時何度も版を重ねたものが少なくない。特に最後の『聖書の真摯で真正な英語訳の防衛』は17世紀にも度々版を重ね、19世紀にも刊行された（19世紀の版は1968年に復刻版が出された）。